# You're Speaking My Language
You're Speaking My Language is het eerste album van de Amerikaanse rock band Juliette and the Licks en werd uitgebracht op 17 mei 2005.

## Lijst van nummers
1. "Intro" - 0:23
2. "You're Speaking My Language" - 2:14
3. "Money in My Pocket" - 3:08
4. "American Boy, Vol. 2" - 3:47
5. "I Never Got to Tell You What I Wanted To" - 4:33
6. "This I Know" - 3:57
7. "Pray for the Band Latoya" - 2:49
8. "So Amazing" - 2:19
9. "By the Heat of Your Light" - 2:56
10. "Got Love to Kill (Remix)" - 3:42
11. "Seventh Sign" - 3:57
12. "Long Road Out of Here" - 6:39